# Notre-Dame (Moulins)

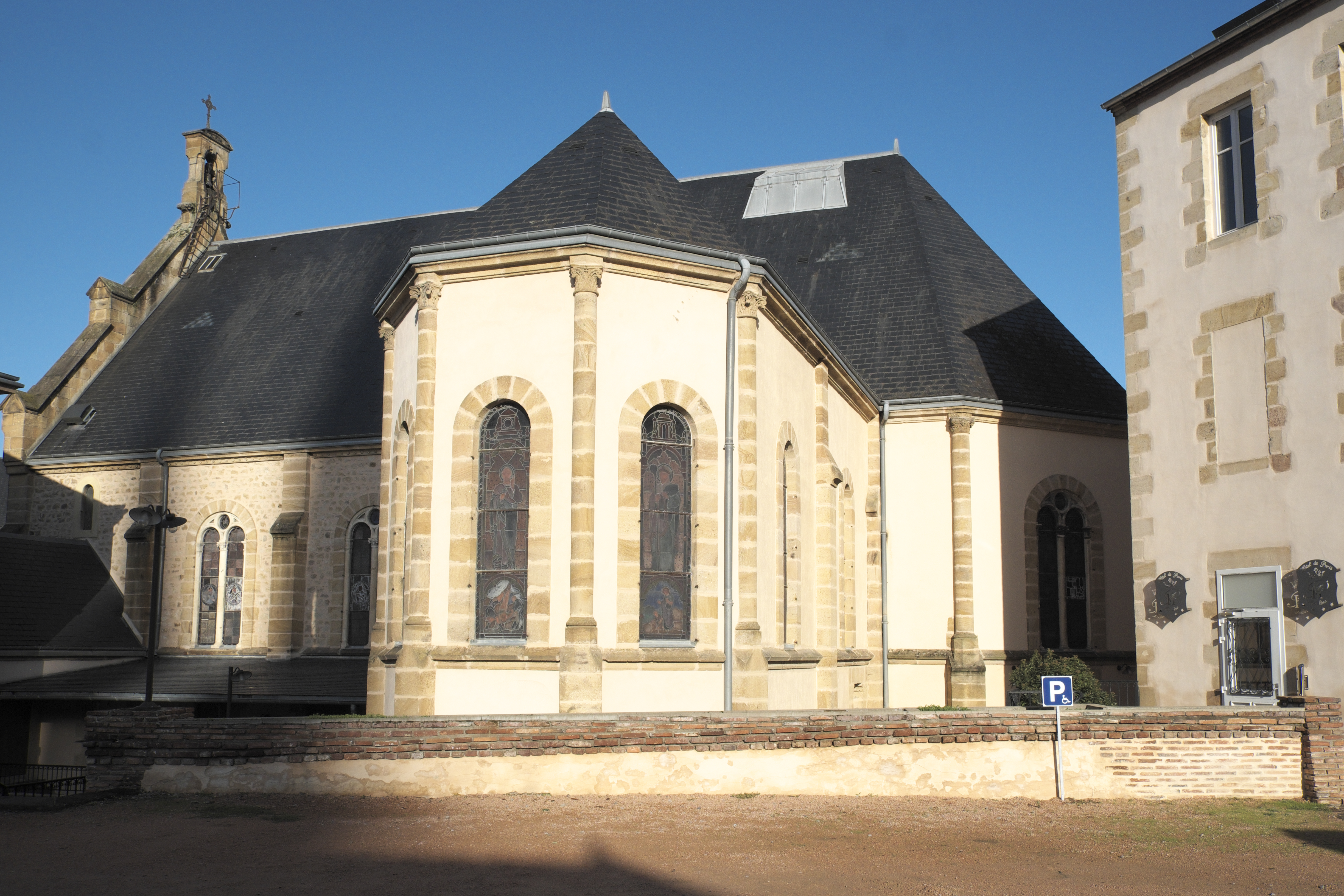
Kapelle Notre-Dame

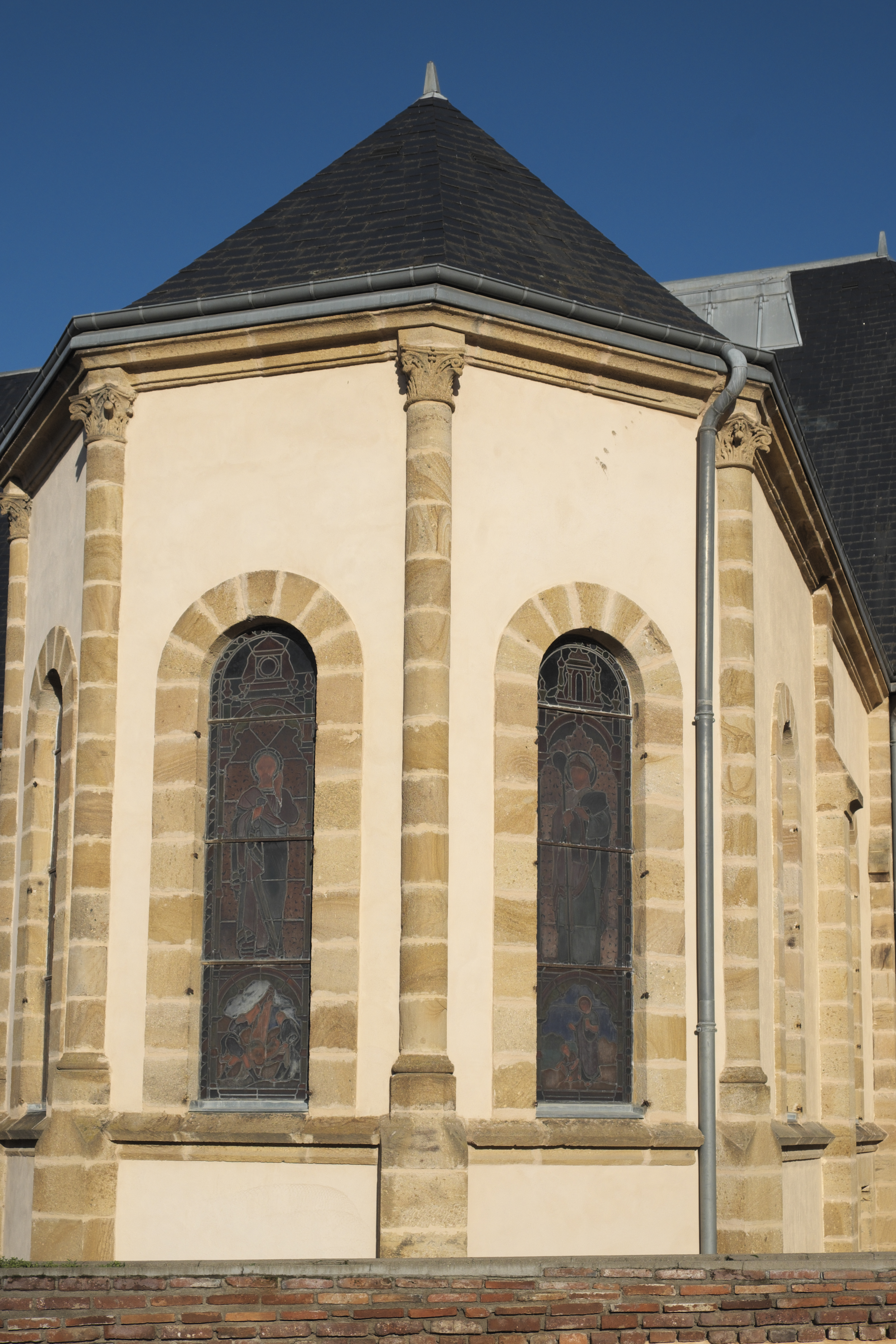
Südliches Querhaus

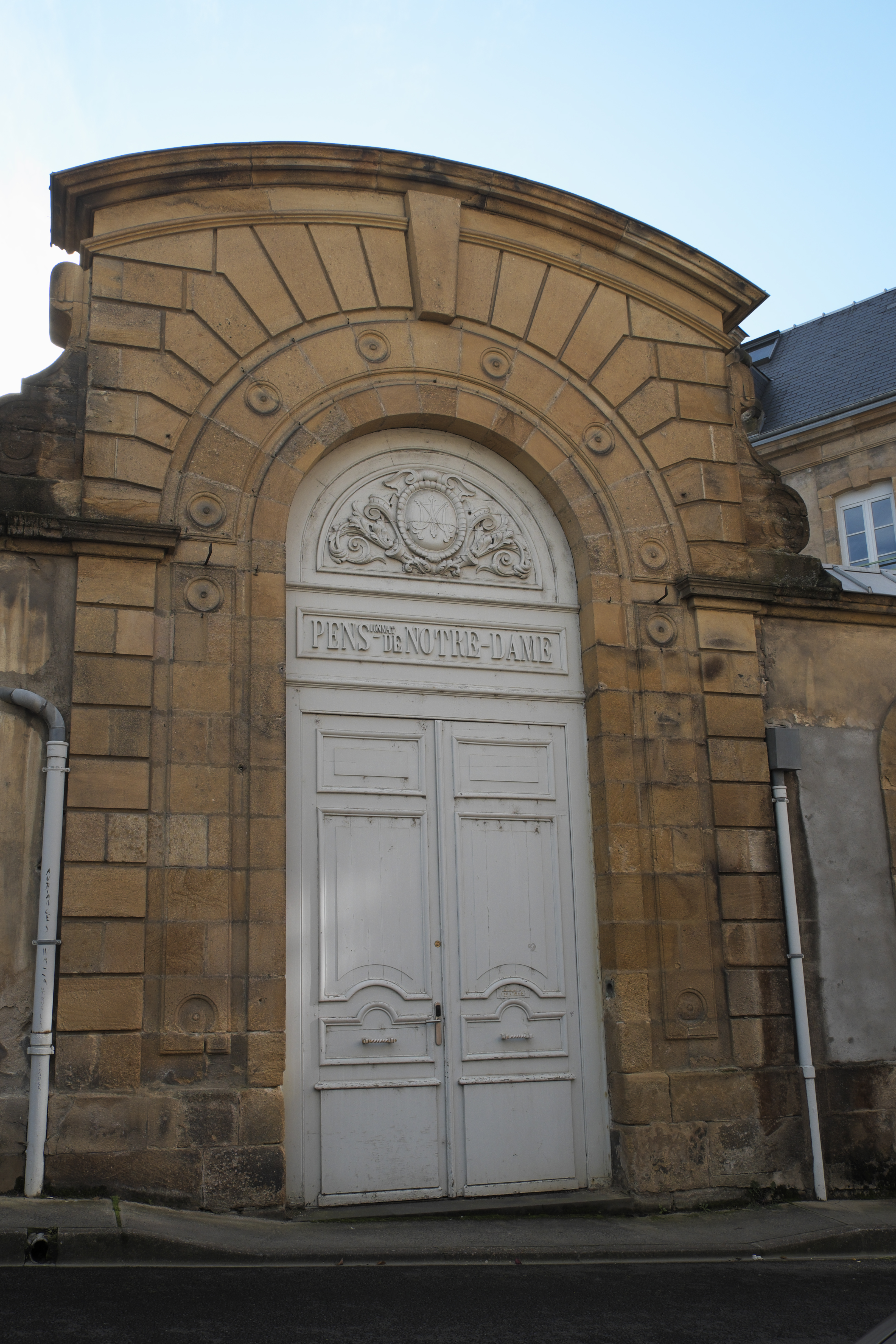
Portal „Pensionnat de Notre-Dame“

Die Kapelle Notre-Dame in Moulins, der Hauptstadt des Départements Allier in der französischen Region Auvergne-Rhône-Alpes, wurde Ende des 19. Jahrhunderts im Stil der Neuromanik errichtet. Das in der Rue du Lycée gelegene Gebäude diente ursprünglich als Kapelle eines Mädchenpensionats, in dem auch Coco Chanel ab 1900 zwei Jahre verbrachte.

## Geschichte
Bereits zu Beginn des 17. Jahrhunderts wurde in Moulins eine Niederlassung der Augustiner-Chorfrauen (Chanoinesses de Saint-Augustin de la Congrégation Notre-Dame) eingerichtet, die von Alix Le Clerc und Pierre Fourier im Jahr 1597 in Lothringen gegründet worden war und die sich der Erziehung von Mädchen widmen sollte.
Ende des 19. Jahrhunderts ließen die Chorfrauen nach Plänen des Architekten Amable Barnier eine neue Kapelle errichten, deren Fertigstellung sich durch den Deutsch-Französischen Krieg von 1870/71 verzögerte. Im Jahr 1875 wurden bei der Glasmalereiwerkstatt von Louis-Victor Gesta in Toulouse die Bleiglasfenster in Auftrag gegeben. Im Jahr 1876 wurde die Kapelle von Pierre Simon de Dreux-Brézé, dem Bischof von Moulins, geweiht.
Das Pensionat wurde in den 1970er Jahren aufgelöst, in den Gebäuden ist heute ein Ausbildungszentrum des Roten Kreuzes untergebracht. Ein mit Schnitzereien und der Inschrift „Pensionnat de Notre-Dame“ verziertes Portal an der Rue du Lycée erinnert noch an die einstige Erziehungsanstalt.
Die Kapelle wurde an das Hôtel de Paris verkauft und wird von diesem nach umfangreicher Restaurierung als Veranstaltungs- und Seminarraum genutzt. In der Krypta der Kapelle wurde ab 2012 ein Wellness-Bereich eingerichtet.

## Architektur

### Außenbau
Die Westfassade wird von einer Rosette und sechs hohen Rundbogenfenstern durchbrochen und von einem kleinen Glockengiebel bekrönt.

### Innenraum
Der Innenraum besteht aus einem einschiffigen Langhaus, das in drei Joche gegliedert ist, einem Querhaus, dessen südlicher Arm ausgeprägter als der nördliche ist, und einem  Chor mit Fünfachtelschluss und Chorumgang. Das Kirchenschiff wird von einem Tonnengewölben mit kräftigen Gurtbögen gedeckt, die von Halbsäulen mit korinthisch inspirierten Kapitellen aufgefangen werden. Seitlich öffnen sich Rundbogenarkaden, die auf zwölf Pfeilern mit Säulenvorlagen aufliegen, zu seitenschiffartigen, mit Quertonnen gedeckten Durchgängen. Im Westen ist eine Empore eingebaut, die von Säulen getragen wird.

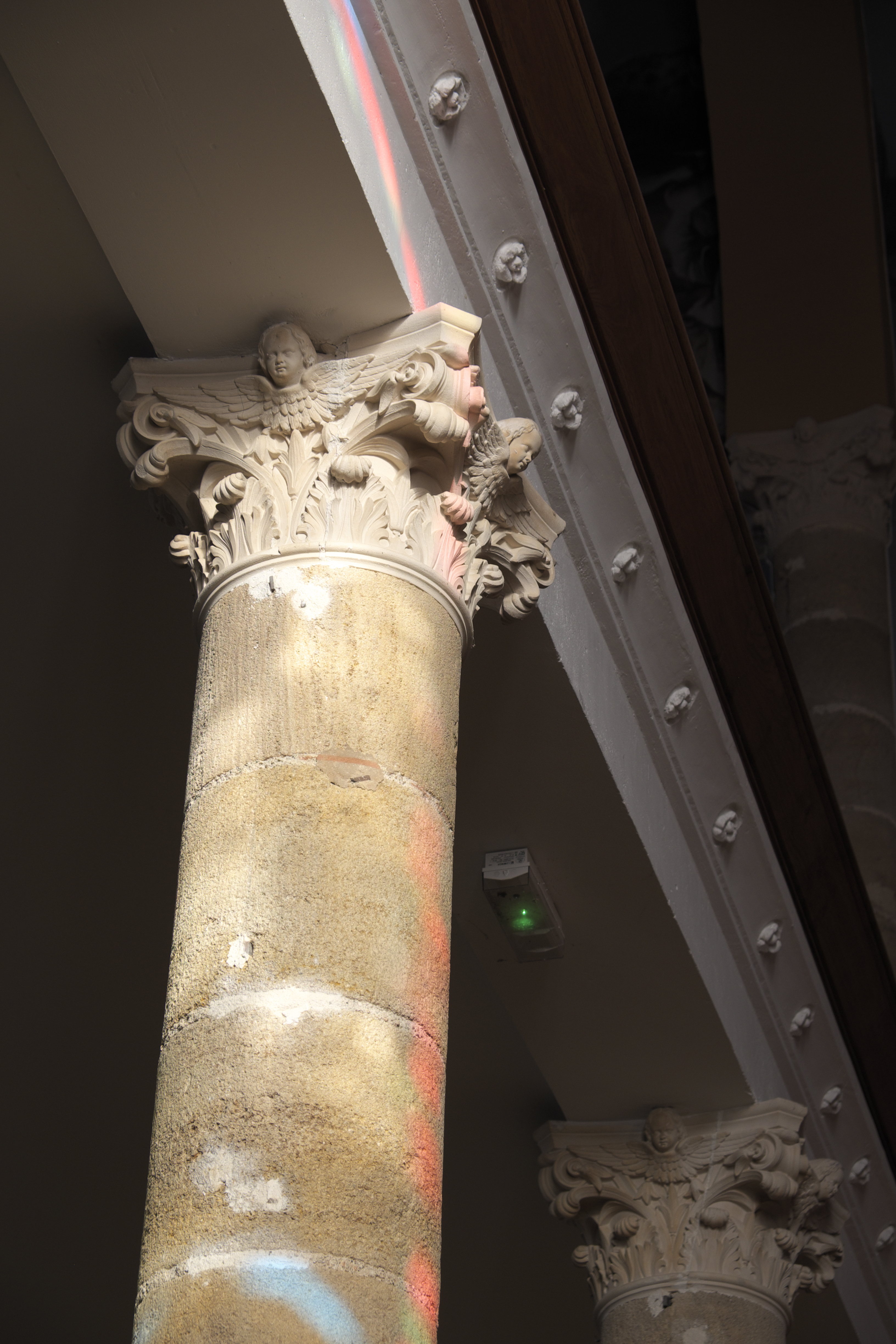
Säule unter der Empore
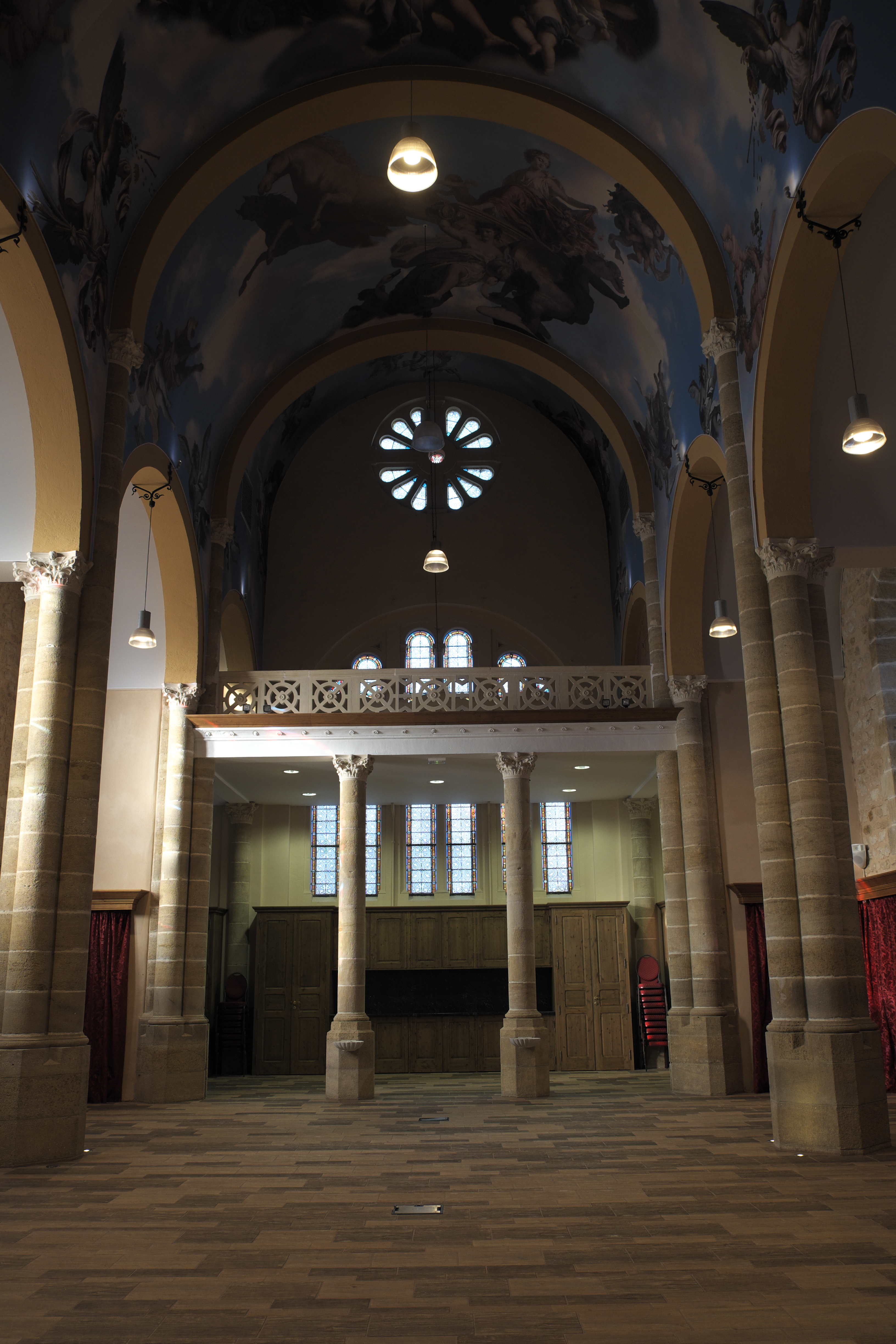
Innenraum, Blick nach Westen
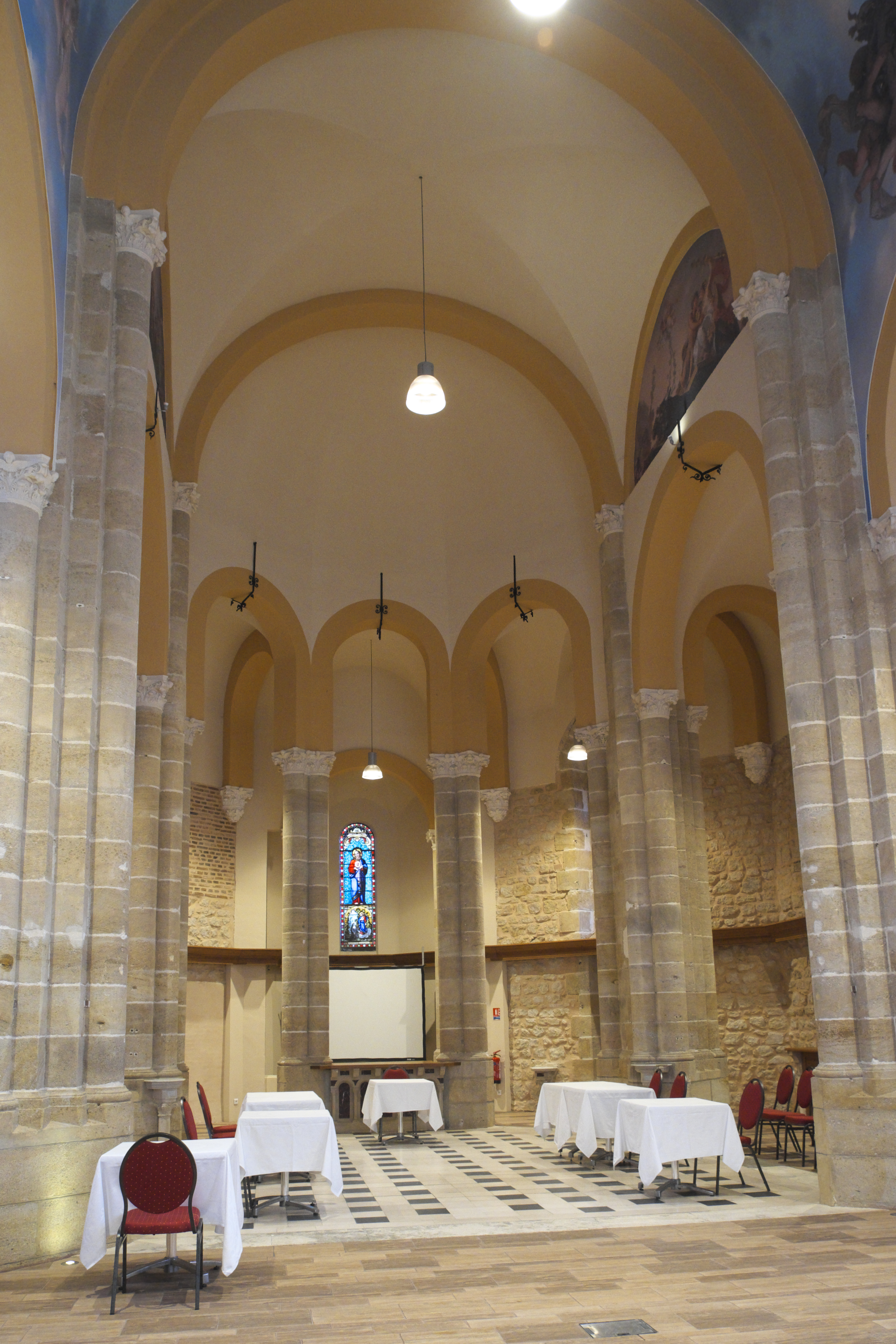
Chor
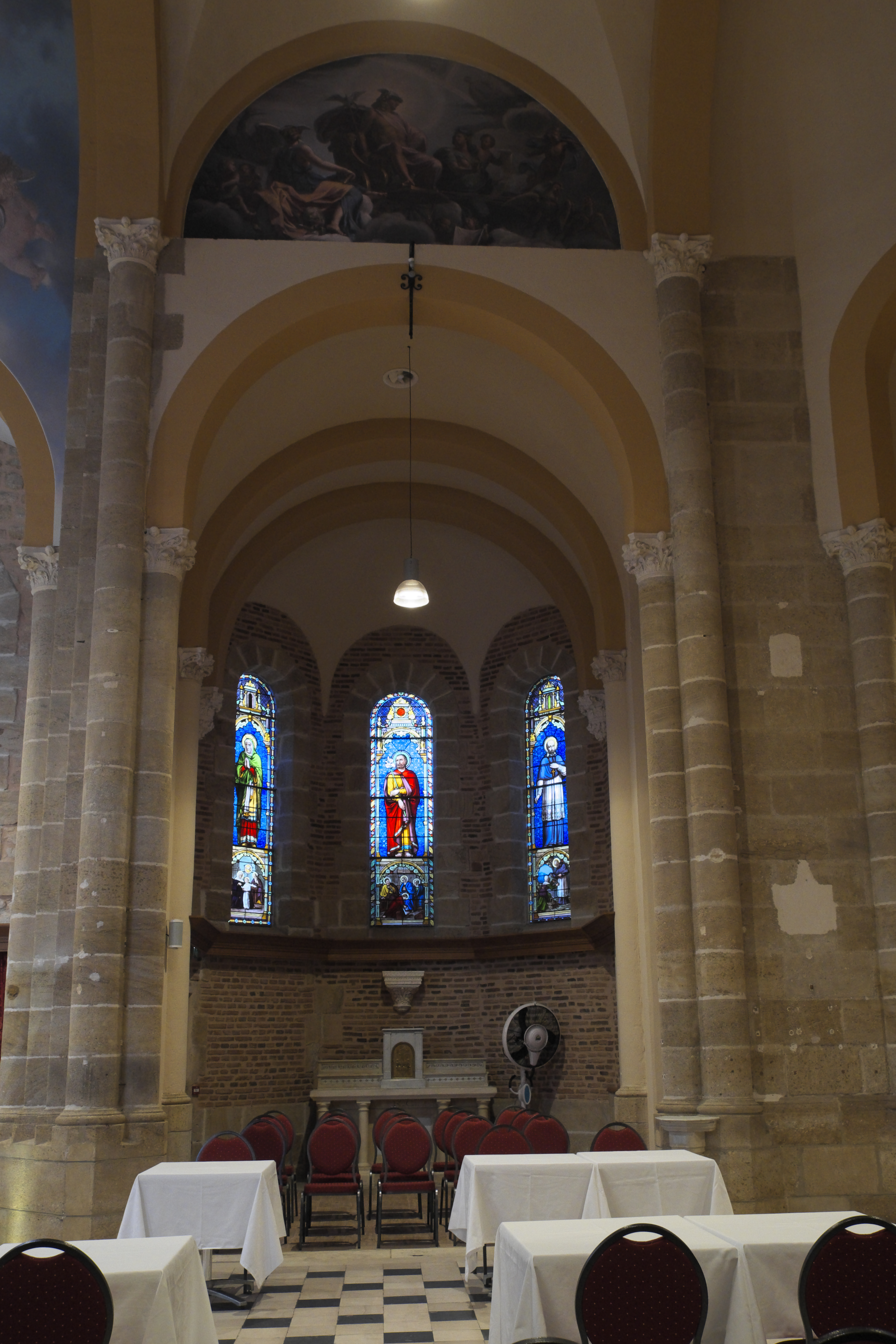
Südliches Querhaus
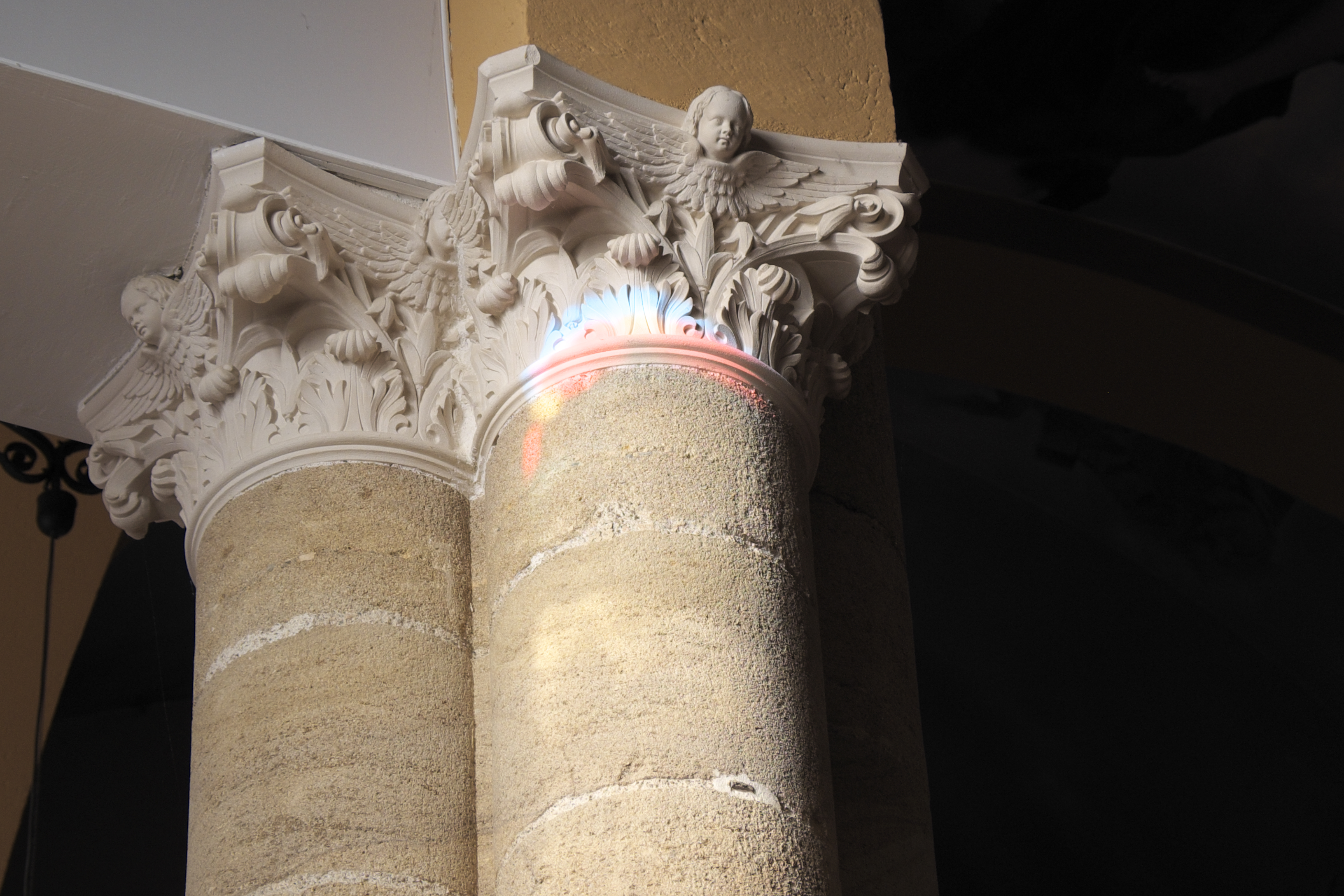
Kapitelle

## Bleiglasfenster

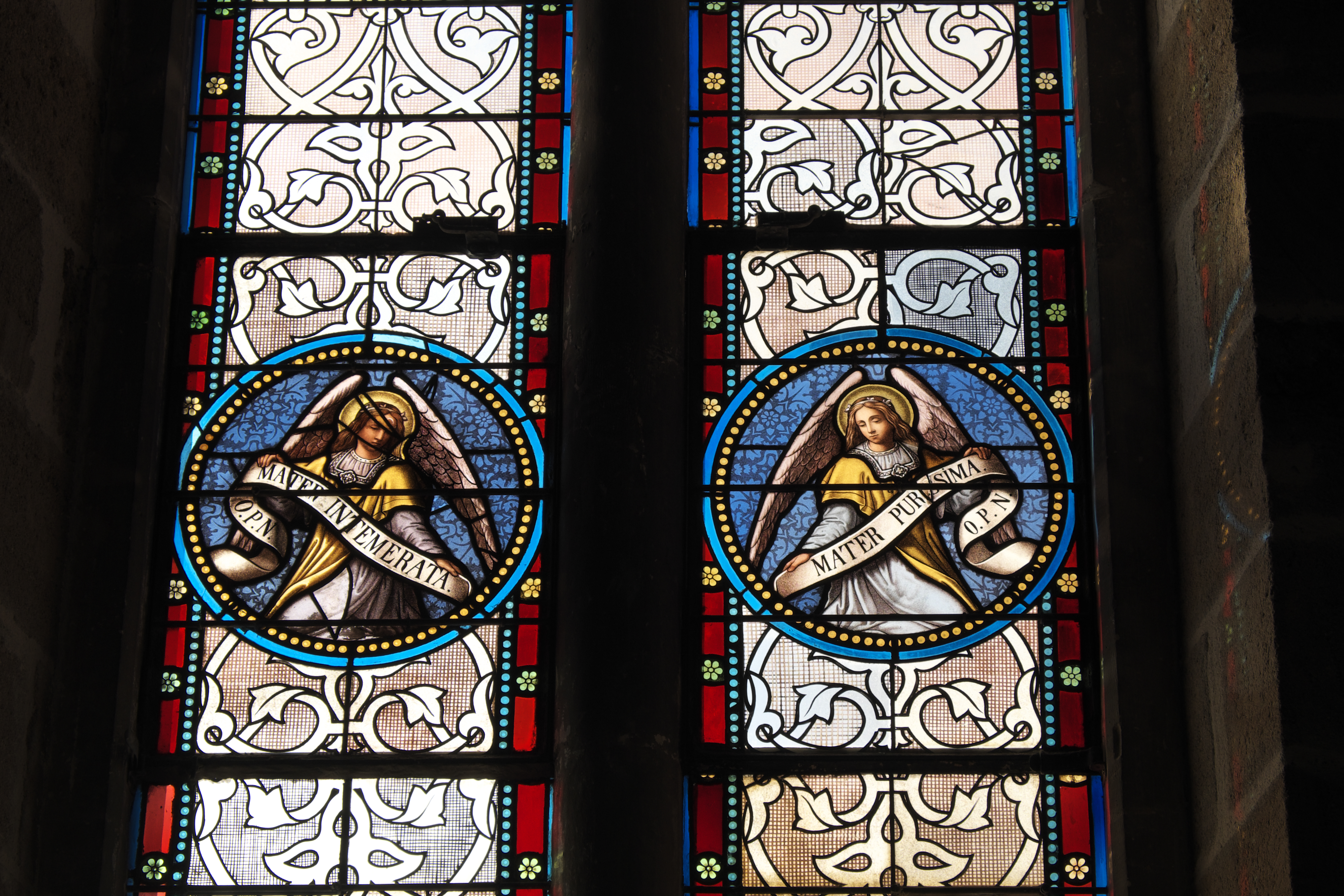
Engel mit Spruchbändern

Auf den Bleiglasfenstern des Langhauses sind Engel mit Spruchbändern dargestellt, auf denen in lateinischer Sprache die Anrufungen Mariens der Lauretanischen Litanei („MATER ADMIRABILIS“, „ETERNAE MATER“, „MATER DIVINAE GRATIAE“, „MATER CHRISTI“, „MATER INTEMERATA“, „MATER PURISSIMA“, „MATER CASTISSIMA“, „MATER INVIOLATA“, „SANCTA MARIA“, „MATER SALVATORIS“, „MATER CREATORIS“, „SANCTA DEI GENITRIX“) zu lesen sind.
Auf den drei großen Fenstern des nördlichen Querhauses sind die heilige Anna, der heilige Josef und der heilige Franz von Sales dargestellt. Auf den kleinen unteren Scheiben sieht man die Unterweisung Mariens, die Heilige Familie und Franz von Sales, der einer Frau Almosen gibt. Die Fenster des südlichen Querhauses stellen die beiden Ordensgründer dar, Alix Le Clerc und Pierre Fourier, sowie die heilige Philomena, den heiligen Augustinus und seine Mutter, die heilige Monika, den Apostel Petrus und die heilige Euphrasia von Konstantinopel.

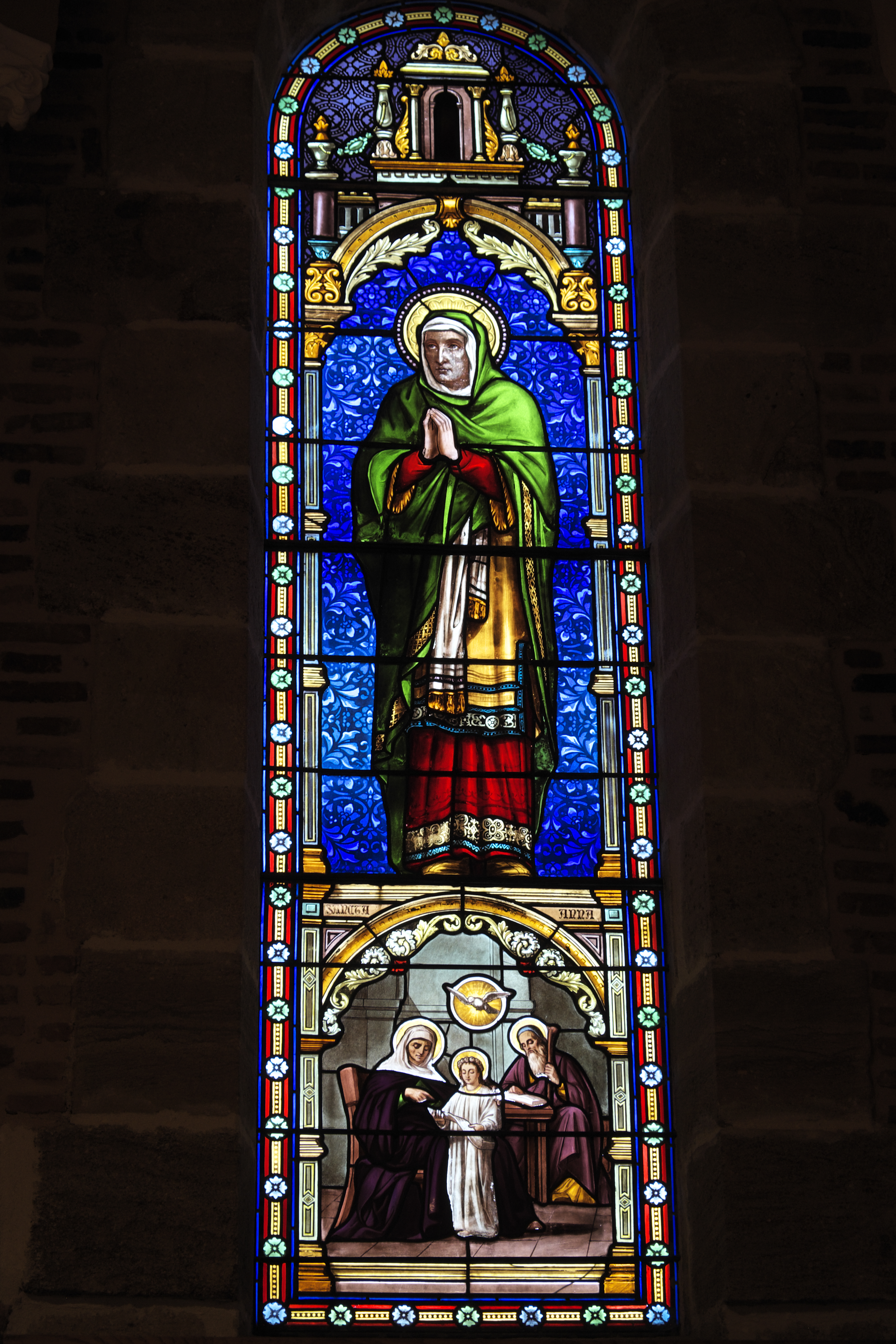
Heilige Anna
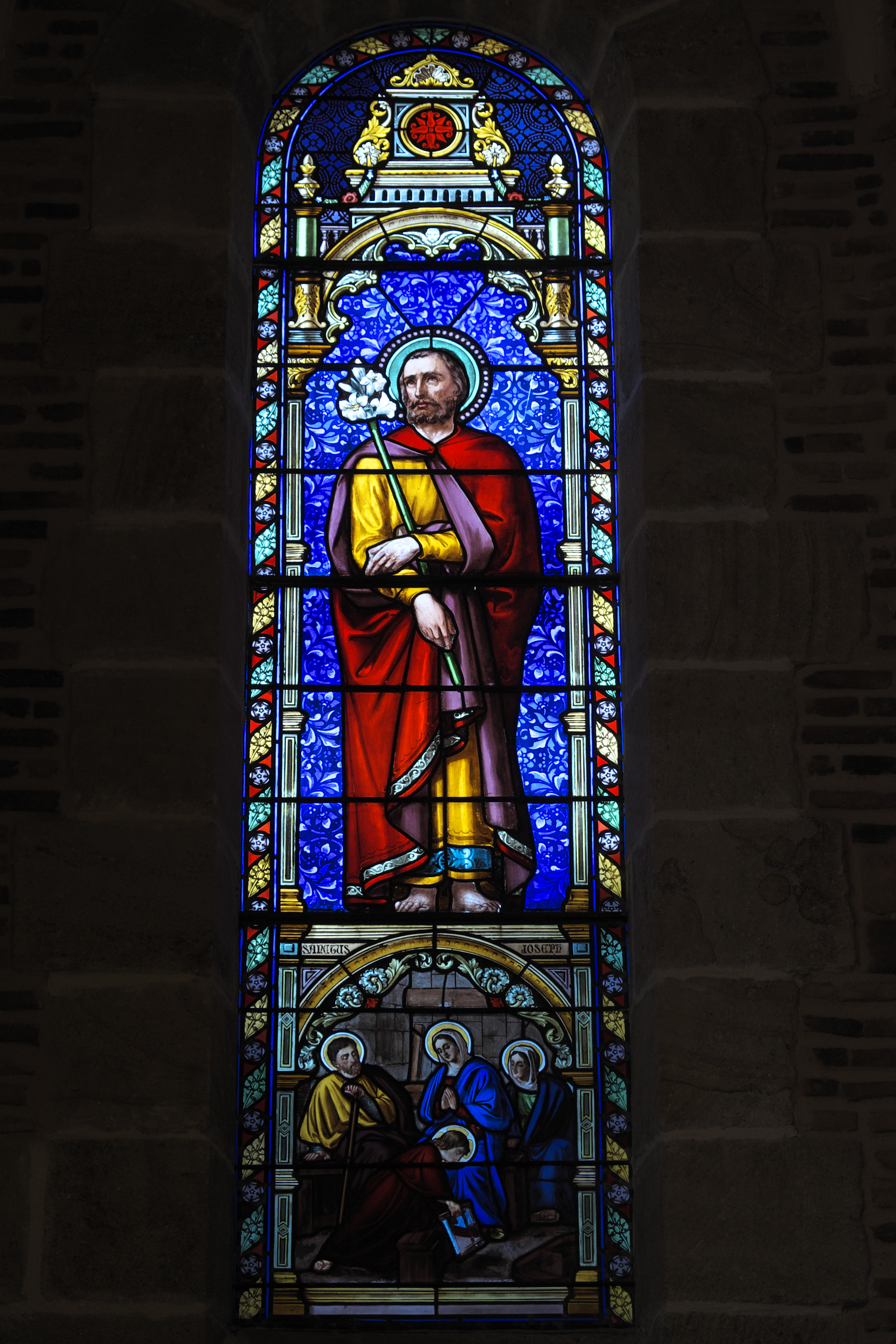
Heiliger Josef
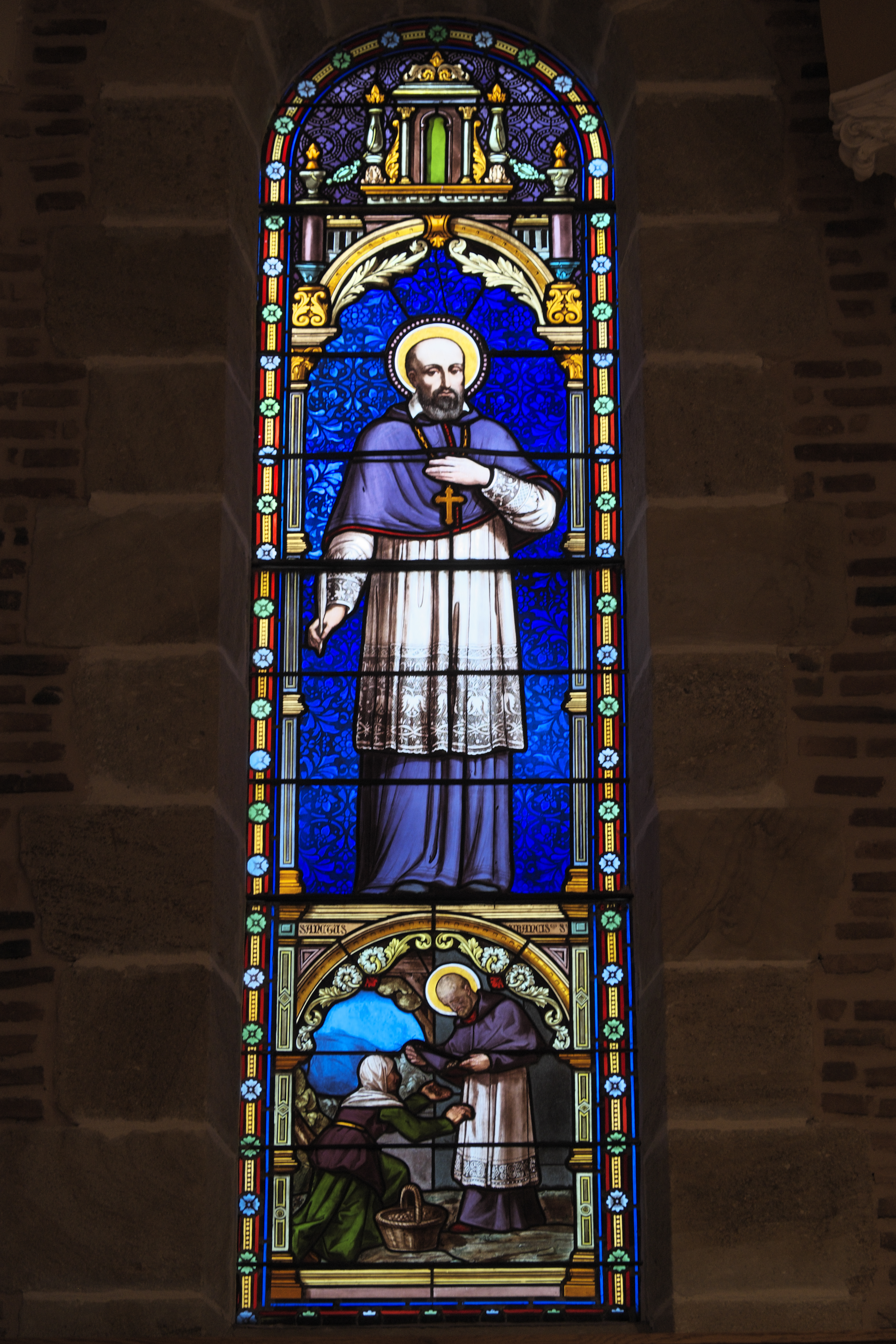
Franz von Sales

Das zentrale Chorfenster ist der Darstellung des Herzen Jesu gewidmet. Auf den seitlichen Fenstern sind die Verkündigung, die Geburt Christi, die Präsentation Jesu im Tempel und die Himmelfahrt Mariens dargestellt. Die kleinen unteren Szenen stellen den Tempelgang Mariens, die Anbetung der Hirten und die Herz-Jesu-Erscheinung der Nonne Margareta Maria Alacoque dar. Unter der Präsentation Jesu im Tempel sieht man einen Strauß weißer Lilien mit zwei Tauben und unter der Himmelfahrt Mariens ein leeres Grab, aus dem Blumen wachsen. Die beiden seitlichen Fenster tragen die Signatur des Glasmalers Louis-Victor Gesta.

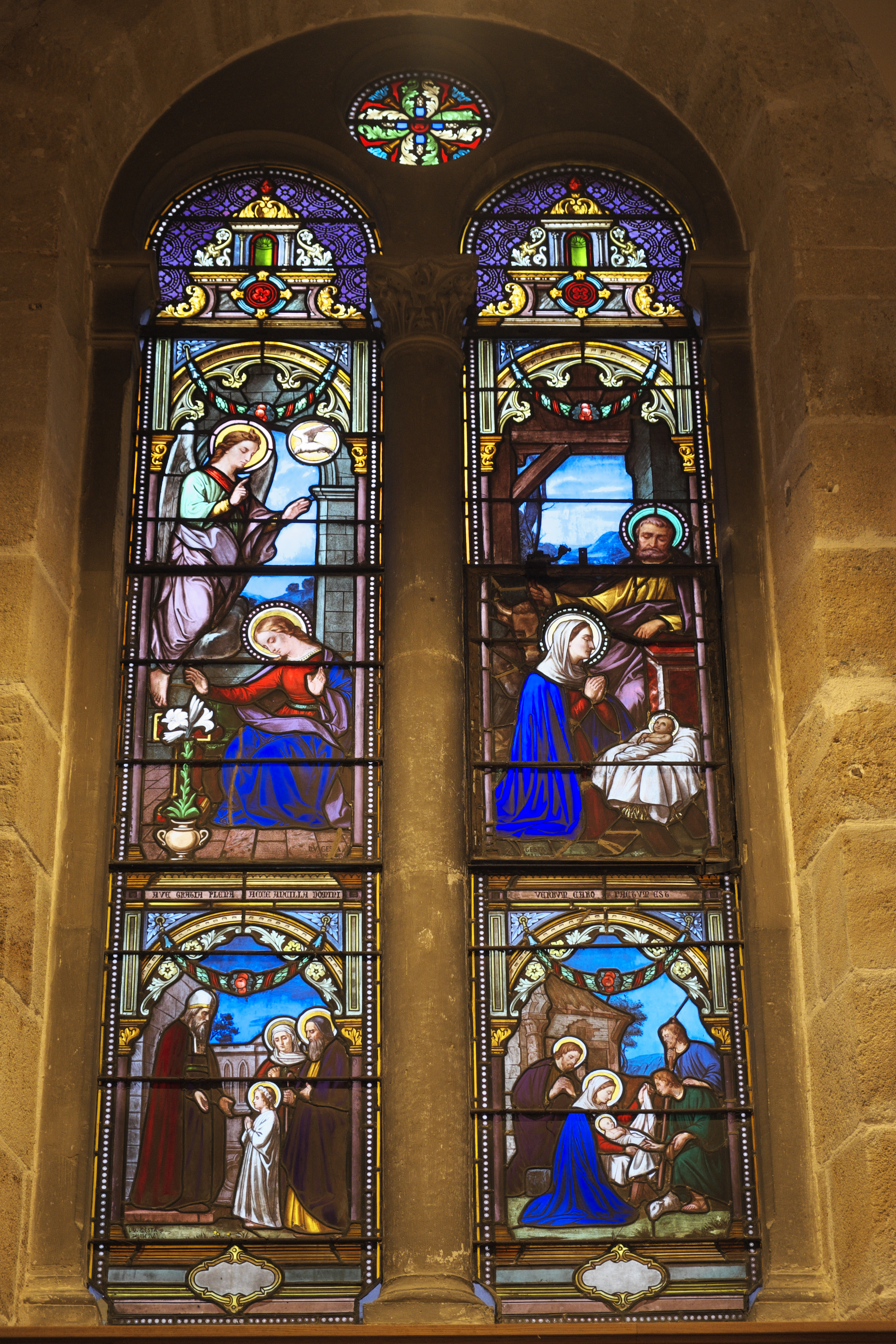
Verkündigung und Geburt Christi
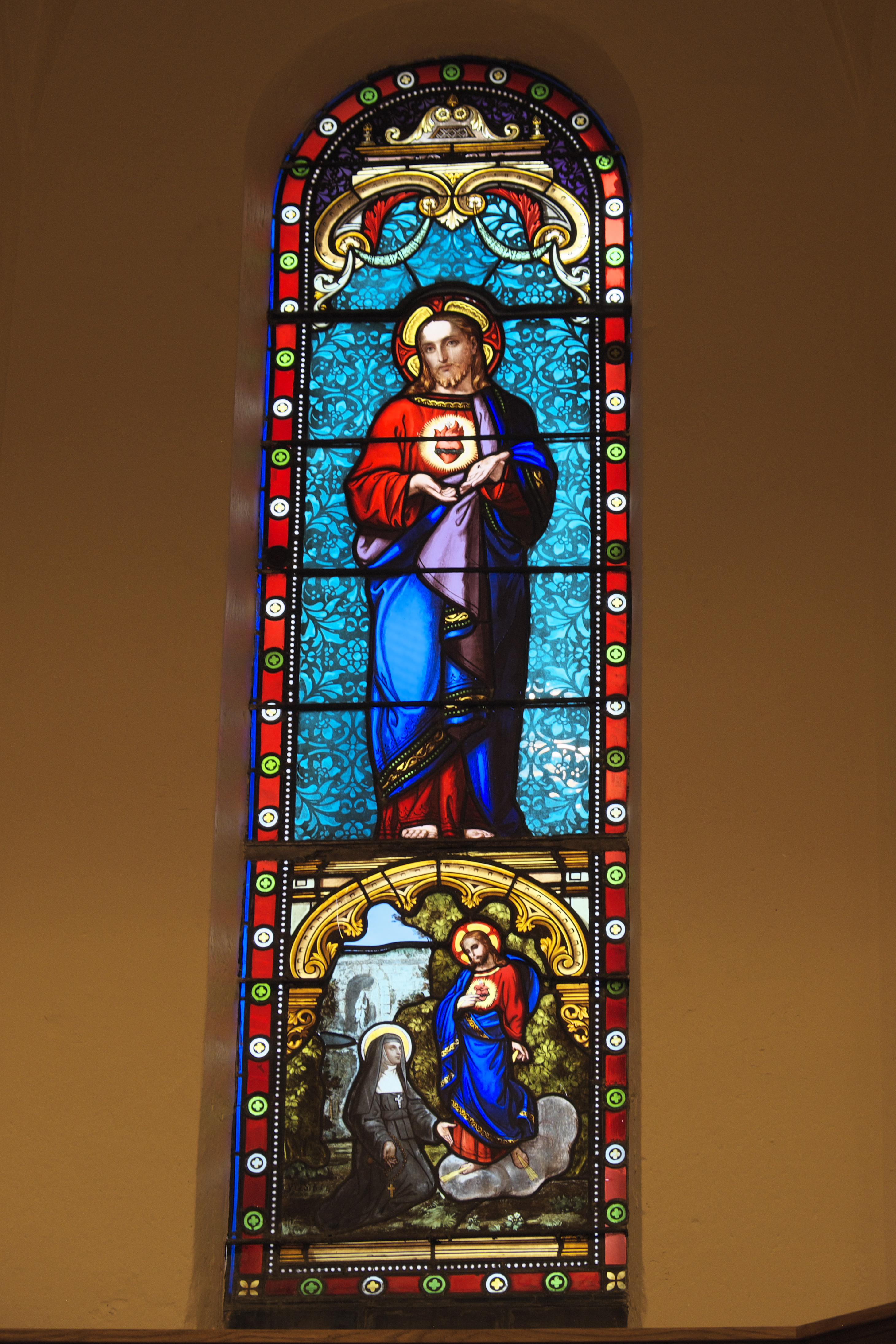
Herz Jesu
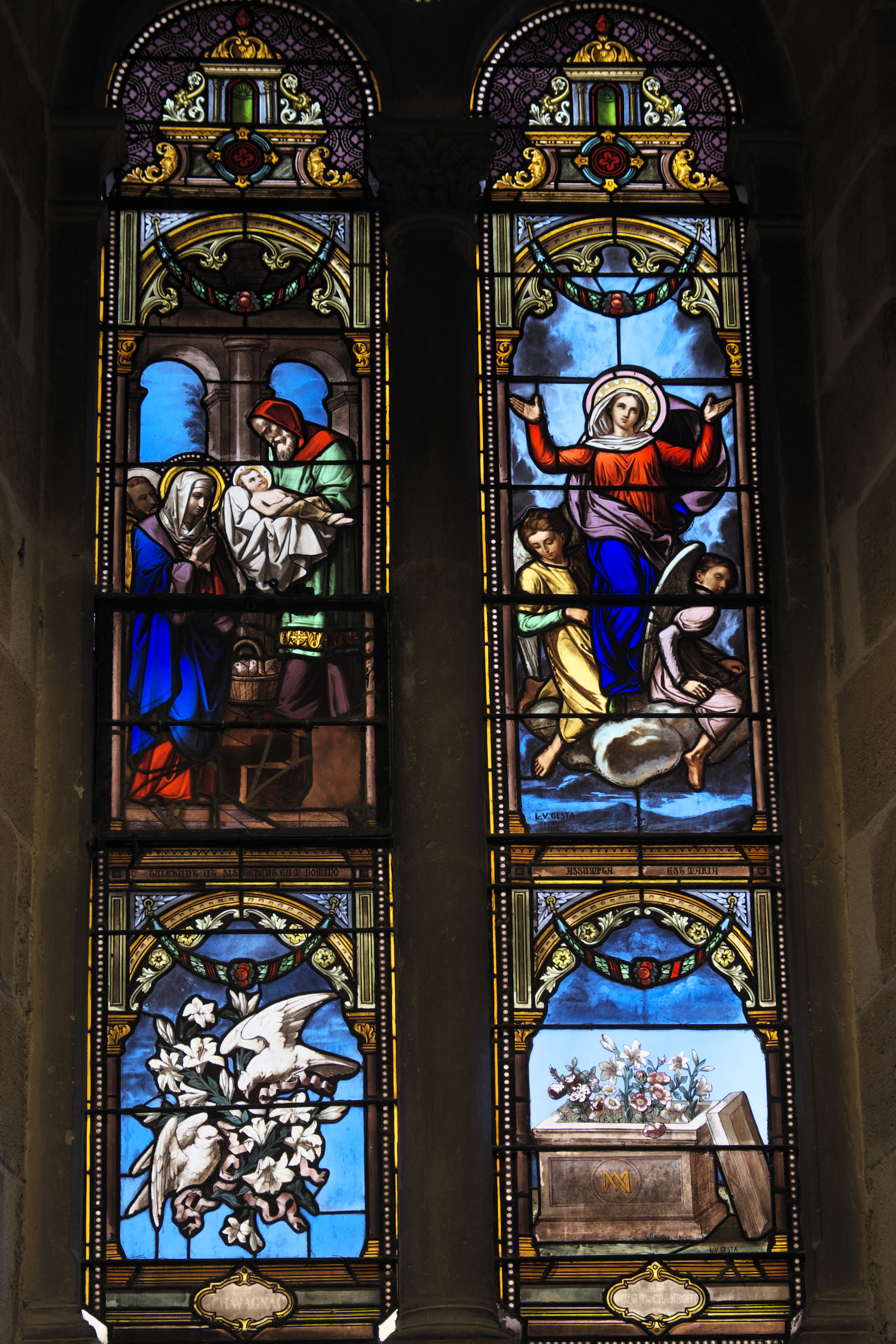
Präsentation Jesu im Tempel und Himmelfahrt Mariens

## Deckenmalereien
Im Zuge der Restaurierung der Kapelle wurde das Gewölbe im Stil barocker Deckenmalerei neu ausgemalt.

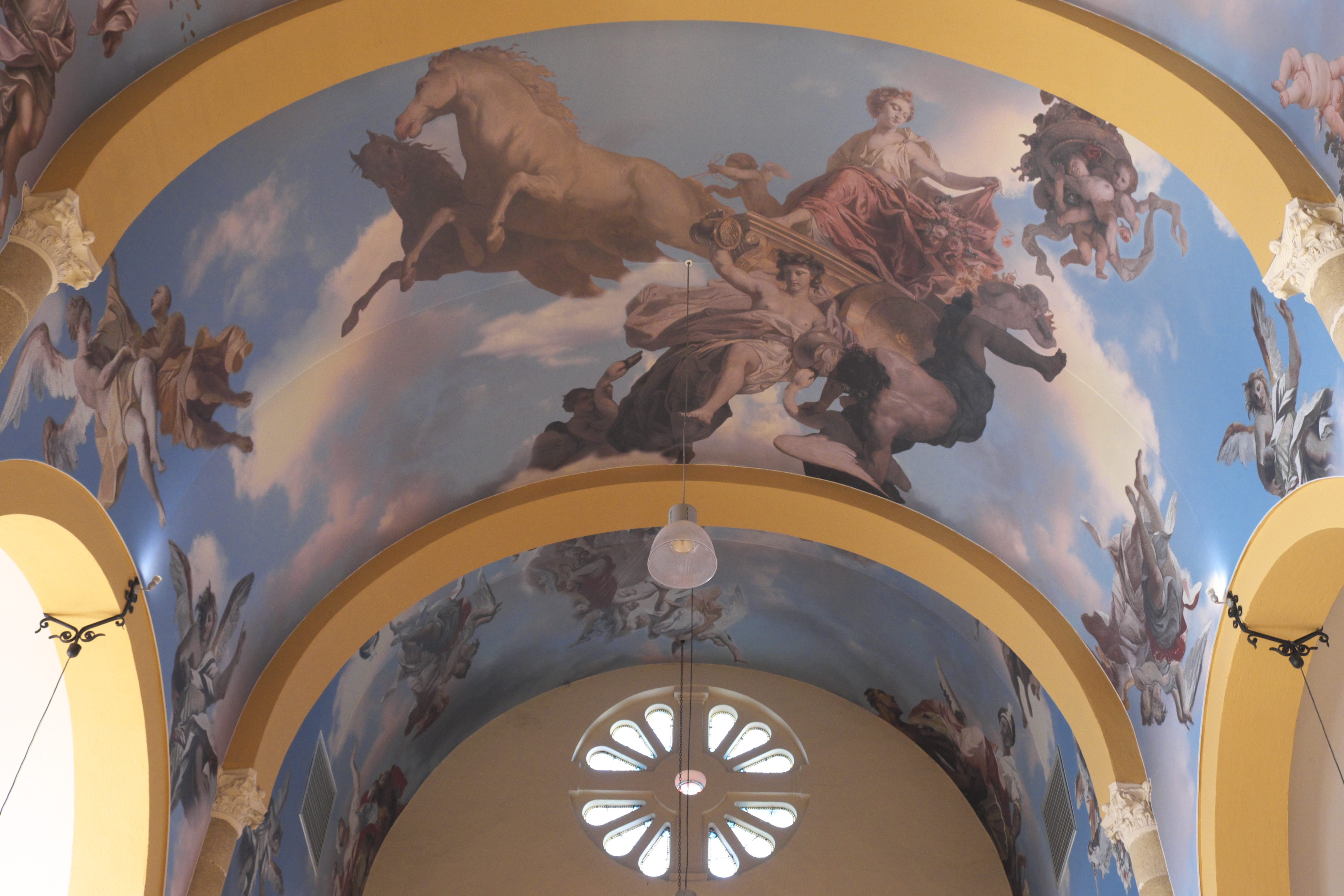
Deckenmalerei
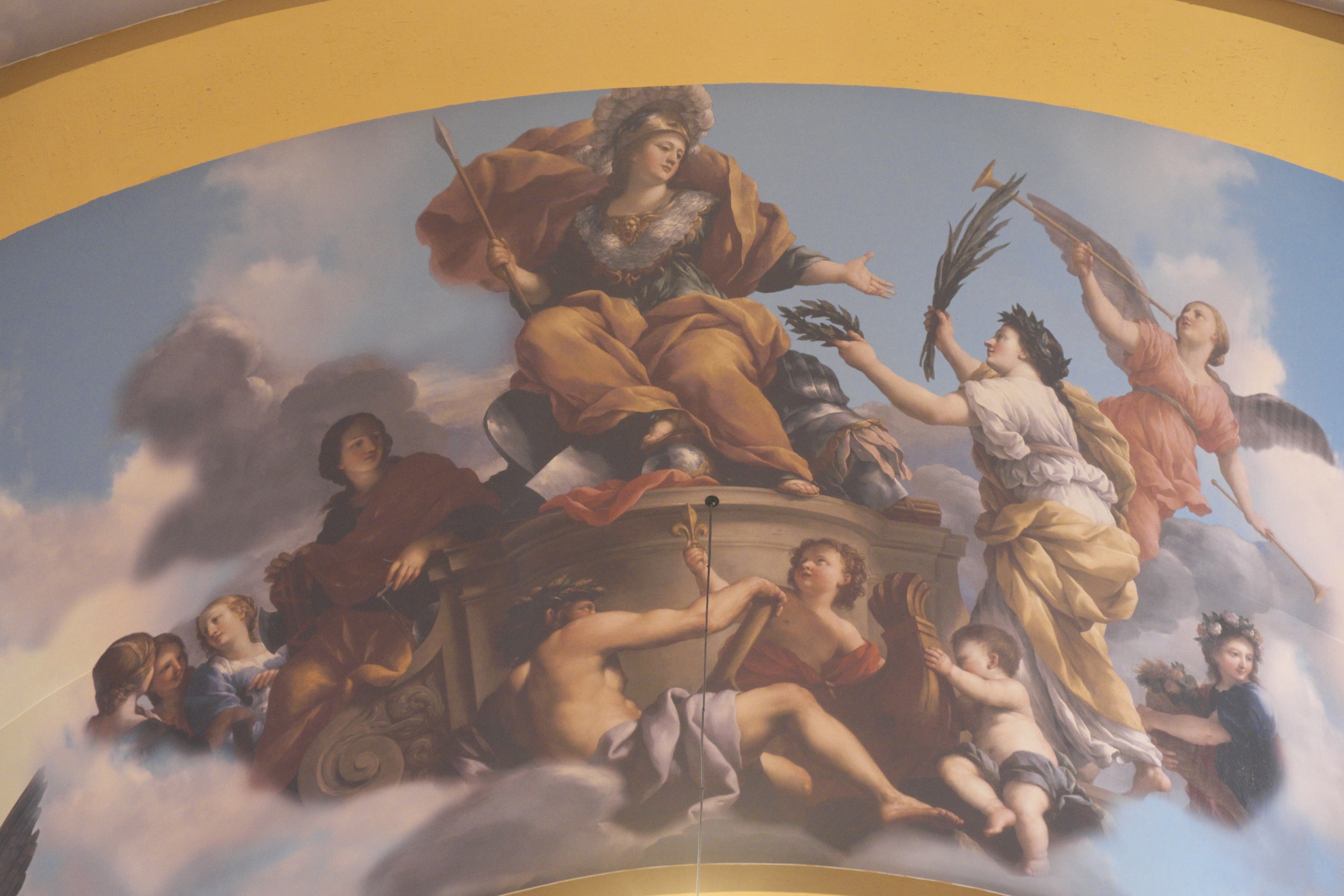
Deckenmalerei
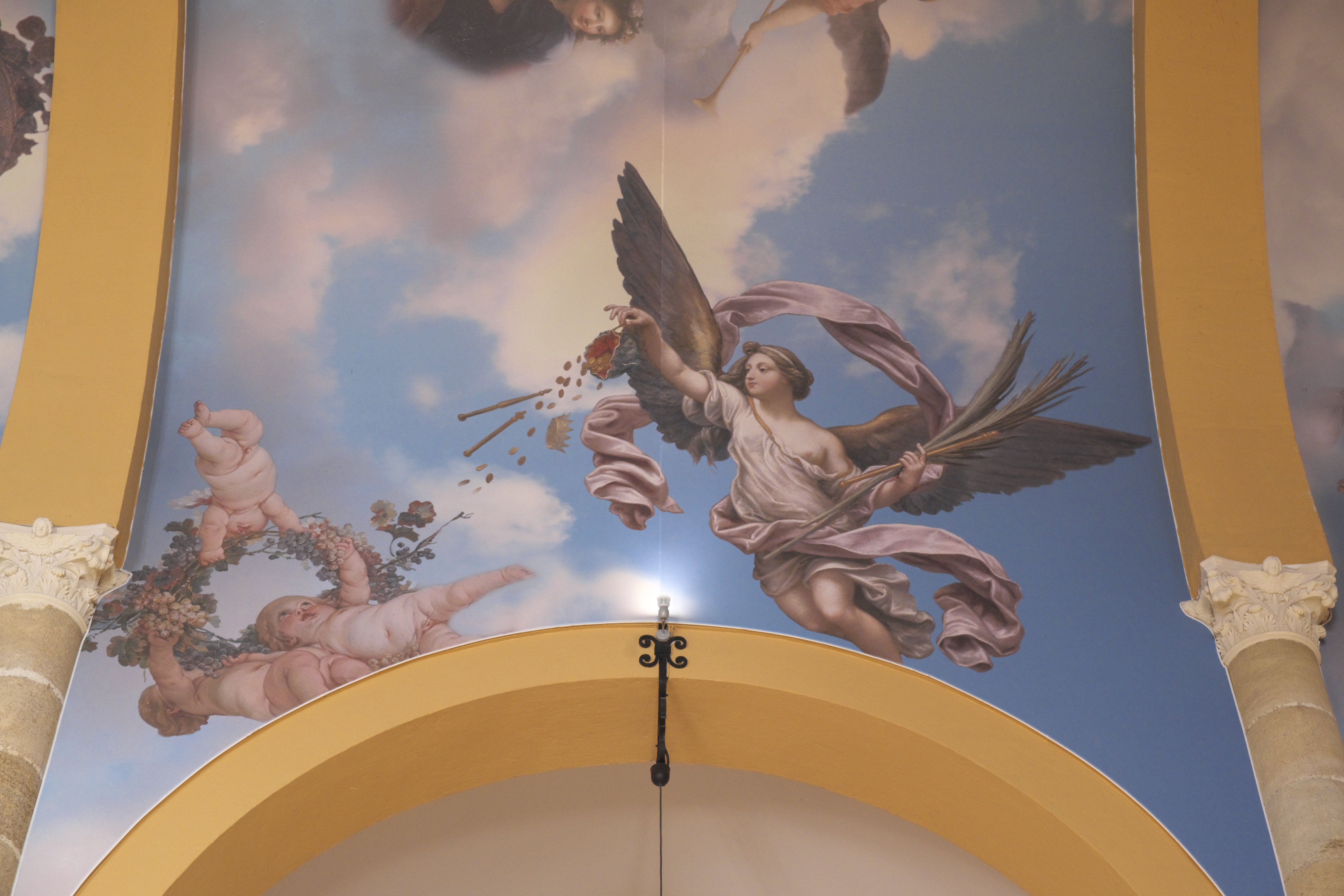
Deckenmalerei